# MORGENBAU
MORGENBAU ist ein deutschsprachiger Podcast zum Thema nachhaltiges Bauen. Der Podcast erscheint seit April 2022 meist monatlich. Die Reihe wird von der Architekturjournalistin und Podcasterin Anne Isopp produziert und moderiert.

## Konzept
MORGENBAU widmet sich den verschiedenen Aspekten des nachhaltigen Bauens. Anne Isopp besucht für jede Folge Protagonisten oder Protagonistinnen aus dem deutschsprachigen Raum. Meist anhand eines gebauten Beispiels werden die besonderen Herausforderungen des nachhaltigen Bauens thematisiert: von den Prozessen bis zu dem besonderen Umgang mit den Baustoffen.
Es geht um die jeweilige Motivation, Inspiration sowie um die individuellen Erfahrungen und Lösungsansätze der Gäste. Die Gespräche sollen die Hörer und Hörerinnen inspirieren, die Vielfältigkeit und Dringlichkeit des Themas aufzeigen, neue Blickwinkel eröffnen und Mut machen, selbst nachhaltiger zu agieren. 

## Gäste
Zu den bisherigen Gästen zählen unter anderem Architekt Roger Boltshauser, Stadtplanerin Regula Lüscher, Architekt Florian Nagler, Expertin für Bauklimatik Elisabeth Endres, Architektin und Aktivistin Gabu Heindl.

## Episodenliste
| Folge | Datum          | Thema                        | Gäste                                                  | Sendungsarchiv |
| ----- | -------------- | ---------------------------- | ------------------------------------------------------ | -------------- |
| #32   | 01.07.2025     | Umbau statt Abriss           | Laura Höpfner, Jan Fries, AbbrechenAbbrechen           |                |
| #31   | 20.05.2025     | Ortskerne stärken            | Mario Abl, Erich Biberich, Stadtgemeinde Trofaiach     | Sendungsarchiv |
| #30   | 08.04.2025     | Zu 100% Reuse                | Daniel Baur, Landschaftsarchitekten Bryum              | Sendungsarchiv |
| #29   | 28.01.2025     | Mit Lehm bauen               | Martin Mackowitz, Lehm Ton Erde Baukunst GmbH          | Sendungsarchiv |
| #28   | 15.01.2025     | Bildung verbindet            | Barbara Pampe, Montag Stiftung Jugend und Gesellschaft | Sendungsarchiv |
| #27   | 26.11.2024     | Im Gewerbegebiet leben       | Andreas Hofer                                          | Sendungsarchiv |
| #26   | 15.10.2024     | No to Demolition             | Olaf Grawert, b+ (bplus.xyz)                           | Sendungsarchiv |
| #25   | 03.09.2024     | Klimagerechter Stadtumbau    | Maria Auböck, Auböck + Kárász Landscape Architects     | Sendungsarchiv |
| #24   | 02.07.2024     | Technik minimieren           | Stefan Holst, Transsolar                               | Sendungsarchiv |
| #23   | 22.05.2024     | Umnutzen statt abreißen      | smartvoll Architekten                                  | Sendungsarchiv |
| #22   | 09.04.2024     | Gemeinsam Stadt machen       | Regula Lüscher                                         | Sendungsarchiv |
| #21   | 20.02.2024     | Mehr Platz fürs Rad          | Stefan Bendiks, Architekt, Büro Artgineering           | Sendungsarchiv |
| #20   | 17.01.2024     | Mit Stroh bauen              | Robert Härtl, Hirner und Riel Architekten              | Sendungsarchiv |
| #19   | 28.11.2023     | Baukultur am Land            | Elias Molitschnig                                      | Sendungsarchiv |
| #18   | 14.10.2023     | Das zirkuläre Büro           | Kim Le Roux, Büro LXSY                                 | Sendungsarchiv |
| #17   | 19.09.2023     | Boden ist kostbar            | Martin Strele, Verein Bodenfreiheit                    | Sendungsarchiv |
| #16   | 18.06.2023     | Offen für alle               | Architekturbüro gaupenraub±                            | Sendungsarchiv |
| #15   | 19.06.2023     | Wie wenig ist genug?         | Elisabeth Endres                                       | Sendungsarchiv |
| #14   | 16.05.2023     | Mit Lehm bauen               | Roger Boltshauser                                      | Sendungsarchiv |
| #13   | 12.04.2023     | Schwieriges Bauerbe          | Almuth Grüntuch-Ernst, Grüntuch-Ernst Architekten      | Sendungsarchiv |
| # 12  | 09.03.2023     | Innenstadt revitalisieren    | Markus Schadenbauer                                    | Sendungsarchiv |
| #11   | 14.02.2023     | Mehr Grün für alle           | Lilli Lička                                            | Sendungsarchiv |
| #10   | 16.01.2023     | Know-how aufbauen            | Hermann Kaufmann                                       | Sendungsarchiv |
| #9    | 12.12.2022     | ökologisch und sozial denken | Gabu Heindl                                            | Sendungsarchiv |
| #8    | 13.11.2022     | den Kreislauf schließen      | Marc Matzken, heimspiel Architekten                    | Sendungsarchiv |
| #7    | 16.10.2022     | Bauteile wiederverwenden     | Barbara Buser                                          | Sendungsarchiv |
| #6    | 19.09.2022     | Einfacher Bauen              | Florian Nagler                                         | Sendungsarchiv |
| #5    | 25. Juli 2022  | Stadt neu denken             | Heidi Pretterhofer                                     | Sendungsarchiv |
| #4    | 25. Juli 2022  | Energien bündeln             | Johannes Zeininger                                     | Sendungsarchiv |
| #3    | 20. Juni 2022  | mehr als Wohnen              | Claudia Thiesen                                        | Sendungsarchiv |
| #2    | 23. Mai 2022   | Ortskerne stärken            | Werner Nussmüller                                      | Sendungsarchiv |
| #1    | 25. April 2022 | gemeinschaftlich nachhaltig  | Katharina Bayer                                        | Sendungsarchiv |

## Kooperationen
Eine Kurzfassung der Gespräche erscheint auch auf der Plattform nextroom in der Kategorie "nextroom fragt".

## Verfügbarkeit
Neben der Möglichkeit, die einzelnen Folgen direkt über die eigene Website zu streamen, sind diese auf gängigen Streamingplattformen wie Spotify und Apple Podcast verfügbar.